# Verneuil (acteur)
Pour les articles homonymes, voir Verneuil et Varlet.
Achille Varlet, dit Verneuil, est un acteur français né à Montpellier le 17 décembre 1636 et mort à Paris le 26 août 1709.
Fils d'Hector Varlet et de Marie La Grange, frère de l'acteur La Grange, Verneuil est baptisé six ans après sa naissance, à Paris le 12 février 1642, à la paroisse Notre-Dame-des-Champs.
Après avoir joué dans diverses troupes, il entre au théâtre du Marais en 1662, puis à l'hôtel de Guénégaud en 1673, dans la troupe du Roy qui devient la Comédie-Française en 1680. Il y reste jusqu'en 1684.

## Rôles
- 1681 : Bérénice de Jean Racine, Comédie-Française : Rutile